# When a Man Loves a Woman (single van Percy Sledge)
When a Man Loves a Woman is een single van Percy Sledge. Het nummer is afkomstig van zijn gelijknamige album When a Man Loves a Woman.

## Percy Sledge
Sledge nam het nummer met de volgende musici op:
- Percy Sledge – zang
- Marlin Greene – gitaar (ook producer)
- Albert Lowe – basgitaar
- Spoone Oldham – orgel
- Roger Hawkins – slagwerk

Op de dag van opname, 17 februari 1966 in de Norala Sound Studio in Sheffield (Alabama), was alleen de muziek klaar, er moest nog een tekst geschreven worden. Sledge improviseerde wat met teksten en daaruit ontstond deze wereldhit. Alhoewel Sledge het lied in zijn geheel heeft geschreven (naar aanleiding van eigen ervaring), gaf hij het weg aan Calvin Lewis en Andrew Wright, die weleens basgitaar en toetsinstrumenten bij hem speelden. De single werd een nummer 1-hit in de Amerikaanse Billboard Hot 100 en haalde in Nederland de twaalfde plaats in 11 weken notering in de Nederlandse Top 40. In het Verenigd Koninkrijk haalde het de vierde plaats.
In 1987 kwam het nummer weer de hitlijsten in dankzij een Levi's spijkerbroekenreclame: het kwam tot nummer 62 in de Nederlandse Single Top 100 en tot een tweede plaats in het Verenigd Koninkrijk.

### Hitnoteringen

#### Nederlandse Top 40
| Hitnotering: 04-06-1966 t/m 13-08-1966 | Hitnotering: 04-06-1966 t/m 13-08-1966 | Hitnotering: 04-06-1966 t/m 13-08-1966 | Hitnotering: 04-06-1966 t/m 13-08-1966 | Hitnotering: 04-06-1966 t/m 13-08-1966 | Hitnotering: 04-06-1966 t/m 13-08-1966 | Hitnotering: 04-06-1966 t/m 13-08-1966 | Hitnotering: 04-06-1966 t/m 13-08-1966 | Hitnotering: 04-06-1966 t/m 13-08-1966 | Hitnotering: 04-06-1966 t/m 13-08-1966 | Hitnotering: 04-06-1966 t/m 13-08-1966 | Hitnotering: 04-06-1966 t/m 13-08-1966 | Hitnotering: 04-06-1966 t/m 13-08-1966 |
| Week:                                  | 1                                      | 2                                      | 3                                      | 4                                      | 5                                      | 6                                      | 7                                      | 8                                      | 9                                      | 10                                     | 11                                     |                                        |
| -------------------------------------- | -------------------------------------- | -------------------------------------- | -------------------------------------- | -------------------------------------- | -------------------------------------- | -------------------------------------- | -------------------------------------- | -------------------------------------- | -------------------------------------- | -------------------------------------- | -------------------------------------- | -------------------------------------- |
| Positie:                               | 35                                     | 24                                     | 14                                     | 12                                     | 13                                     | 15                                     | 17                                     | 21                                     | 27                                     | 30                                     | 33                                     | uit                                    |

#### NederlandseSingle Top 100
| Hitnotering: 28-03-1987 t/m 16-05-1987 | Hitnotering: 28-03-1987 t/m 16-05-1987 | Hitnotering: 28-03-1987 t/m 16-05-1987 | Hitnotering: 28-03-1987 t/m 16-05-1987 | Hitnotering: 28-03-1987 t/m 16-05-1987 | Hitnotering: 28-03-1987 t/m 16-05-1987 | Hitnotering: 28-03-1987 t/m 16-05-1987 | Hitnotering: 28-03-1987 t/m 16-05-1987 | Hitnotering: 28-03-1987 t/m 16-05-1987 | Hitnotering: 28-03-1987 t/m 16-05-1987 |
| Week:                                  | 1                                      | 2                                      | 3                                      | 4                                      | 5                                      | 6                                      | 7                                      | 8                                      |                                        |
| -------------------------------------- | -------------------------------------- | -------------------------------------- | -------------------------------------- | -------------------------------------- | -------------------------------------- | -------------------------------------- | -------------------------------------- | -------------------------------------- | -------------------------------------- |
| Positie:                               | 77                                     | 70                                     | 62                                     | 65                                     | 65                                     | 81                                     | 100                                    | 100                                    | uit                                    |

#### VlaamseRadio 2 Top 30
| Hitnotering: (Week 1 t/m 3) 28-03-1987 t/m 11-04-1987 Hitnotering: (Week 4) 25-04-1987 | Hitnotering: (Week 1 t/m 3) 28-03-1987 t/m 11-04-1987 Hitnotering: (Week 4) 25-04-1987 | Hitnotering: (Week 1 t/m 3) 28-03-1987 t/m 11-04-1987 Hitnotering: (Week 4) 25-04-1987 | Hitnotering: (Week 1 t/m 3) 28-03-1987 t/m 11-04-1987 Hitnotering: (Week 4) 25-04-1987 | Hitnotering: (Week 1 t/m 3) 28-03-1987 t/m 11-04-1987 Hitnotering: (Week 4) 25-04-1987 | Hitnotering: (Week 1 t/m 3) 28-03-1987 t/m 11-04-1987 Hitnotering: (Week 4) 25-04-1987 | Hitnotering: (Week 1 t/m 3) 28-03-1987 t/m 11-04-1987 Hitnotering: (Week 4) 25-04-1987 |
| Week:                                                                                  | 1                                                                                      | 2                                                                                      | 3                                                                                      |                                                                                        | 4                                                                                      |                                                                                        |
| -------------------------------------------------------------------------------------- | -------------------------------------------------------------------------------------- | -------------------------------------------------------------------------------------- | -------------------------------------------------------------------------------------- | -------------------------------------------------------------------------------------- | -------------------------------------------------------------------------------------- | -------------------------------------------------------------------------------------- |
| Positie:                                                                               | 13                                                                                     | 9                                                                                      | 16                                                                                     | uit                                                                                    | 18                                                                                     | uit                                                                                    |

#### NPO Radio 2 Top 2000
| Nummer met noteringen in de NPO Radio 2 Top 2000 | '99 | '00  | '01  | '02  | '03 | '04 | '05 | '06  | '07  | '08 | '09  | '10  | '11  | '12  | '13  | '14  | '15  | '16  | '17  | '18  | '19  | '20  | '21  |
| ------------------------------------------------ | --- | ---- | ---- | ---- | --- | --- | --- | ---- | ---- | --- | ---- | ---- | ---- | ---- | ---- | ---- | ---- | ---- | ---- | ---- | ---- | ---- | ---- |
| When a Man Loves a Woman                         | 613 | 1123 | 1616 | 1478 | 868 | 864 | 754 | 1066 | 1160 | 975 | 1258 | 1110 | 1070 | 1277 | 1207 | 1223 | 1116 | 1189 | 1152 | 1424 | 1728 | 1565 | 1952 |

1. ↑  Een vetgedrukt getal geeft de hoogste notering aan.
2. ↑  Deze tabel is bijgewerkt tot en met de laatste editie (2024).

## Covers
Esther Phillips was een van de eersten die het lied ook opnam; zij bezong het lied vanuit de kant van de vrouw en scoorde daarmee ook een hit in de Verenigde Staten; zij kwam tot een 73e plaats. In 1980 was Bette Midler aan de beurt met een opname, ook deze belandde in de Amerikaanse hitparade, met een hoogste notering op plaats 35 in 1980. De Australiër Jimmy Barnes speelde het op zijn livealbum Barnestorming in 1988. Er zijn ook countryversies van dit lied verschenen die het ook weer goed deden in de States: John Wesley Ryles (met hoogste plaats 72 in 1976), Jack Grayson en Blackjack (plaats 18 in 1981) en Narvel Felts (plaats 60 in 1987) zorgden voor een constante in de bekendheid van het lied. In 1987 werd het plaatje nog een hit in Engeland (plaats 2) nadat Levi's het lied gebruikte in een reclame. Het plaatje had toen ook bescheiden succes in Nederland, Frankrijk en Zwitserland.
Verder worden er samples van dit nummer gebruikt in "Sky and Sand' van Fritz en Paul Kalkbrenner.

## Second Life
In 1978 bracht de band Second Life een cover van When a Man Loves a Woman uit. Het nummer behaalde een 22ste plaats in de Vlaamse Radio 2 Top 30.

### Hitnotering

#### VlaamseRadio 2 Top 30
| Hitnotering: (Week 1 t/m 2) 12-08-1978 t/m 19-08-1978 Hitnotering: (Week 3) 02-09-1978 | Hitnotering: (Week 1 t/m 2) 12-08-1978 t/m 19-08-1978 Hitnotering: (Week 3) 02-09-1978 | Hitnotering: (Week 1 t/m 2) 12-08-1978 t/m 19-08-1978 Hitnotering: (Week 3) 02-09-1978 | Hitnotering: (Week 1 t/m 2) 12-08-1978 t/m 19-08-1978 Hitnotering: (Week 3) 02-09-1978 | Hitnotering: (Week 1 t/m 2) 12-08-1978 t/m 19-08-1978 Hitnotering: (Week 3) 02-09-1978 | Hitnotering: (Week 1 t/m 2) 12-08-1978 t/m 19-08-1978 Hitnotering: (Week 3) 02-09-1978 |
| Week:                                                                                  | 1                                                                                      | 2                                                                                      |                                                                                        | 3                                                                                      |                                                                                        |
| -------------------------------------------------------------------------------------- | -------------------------------------------------------------------------------------- | -------------------------------------------------------------------------------------- | -------------------------------------------------------------------------------------- | -------------------------------------------------------------------------------------- | -------------------------------------------------------------------------------------- |
| Positie:                                                                               | 22                                                                                     | 28                                                                                     | uit                                                                                    | 23                                                                                     | uit                                                                                    |

## Michael Bolton
De eerstvolgende die wereldsucces haalde met When a Man Loves a Woman was Michael Bolton. Jaar van uitgave was 1991. Zijn dertiende single (derde van Time, Love and Tenderness) scoorde in de Verenigde Staten wederom een eerste plaats, in Engeland een achtste en in Nederland een zeventiende.

### Hitnoteringen

#### Nederlandse Top 40
| Hitnotering: 21-12-1991 t/m 01-02-1992 | Hitnotering: 21-12-1991 t/m 01-02-1992 | Hitnotering: 21-12-1991 t/m 01-02-1992 | Hitnotering: 21-12-1991 t/m 01-02-1992 | Hitnotering: 21-12-1991 t/m 01-02-1992 | Hitnotering: 21-12-1991 t/m 01-02-1992 | Hitnotering: 21-12-1991 t/m 01-02-1992 | Hitnotering: 21-12-1991 t/m 01-02-1992 |
| Week:                                  | 1                                      | 2                                      | 3                                      | 4                                      | 5                                      | 6                                      |                                        |
| -------------------------------------- | -------------------------------------- | -------------------------------------- | -------------------------------------- | -------------------------------------- | -------------------------------------- | -------------------------------------- | -------------------------------------- |
| Positie:                               | 28                                     | 18                                     | 14                                     | 14                                     | 17                                     | 26                                     | uit                                    |

#### NederlandseSingle Top 100
| Hitnotering: 07-12-1991 t/m 22-02-1992 | Hitnotering: 07-12-1991 t/m 22-02-1992 | Hitnotering: 07-12-1991 t/m 22-02-1992 | Hitnotering: 07-12-1991 t/m 22-02-1992 | Hitnotering: 07-12-1991 t/m 22-02-1992 | Hitnotering: 07-12-1991 t/m 22-02-1992 | Hitnotering: 07-12-1991 t/m 22-02-1992 | Hitnotering: 07-12-1991 t/m 22-02-1992 | Hitnotering: 07-12-1991 t/m 22-02-1992 | Hitnotering: 07-12-1991 t/m 22-02-1992 | Hitnotering: 07-12-1991 t/m 22-02-1992 | Hitnotering: 07-12-1991 t/m 22-02-1992 | Hitnotering: 07-12-1991 t/m 22-02-1992 |
| Week:                                  | 1                                      | 2                                      | 3                                      | 4                                      | 5                                      | 6                                      | 7                                      | 8                                      | 9                                      | 10                                     | 11                                     |                                        |
| -------------------------------------- | -------------------------------------- | -------------------------------------- | -------------------------------------- | -------------------------------------- | -------------------------------------- | -------------------------------------- | -------------------------------------- | -------------------------------------- | -------------------------------------- | -------------------------------------- | -------------------------------------- | -------------------------------------- |
| Positie:                               | 98                                     | 77                                     | 44                                     | 26                                     | 23                                     | 17                                     | 17                                     | 29                                     | 36                                     | 60                                     | 97                                     | uit                                    |

#### VlaamseRadio 2 Top 30
| Hitnotering: (Week 1) 23-11-1991 Hitnotering: (Week 2) 21-12-1991 Hitnotering: (Week 3 t/m) 18-02-1992 t/m 08-02-1992 | Hitnotering: (Week 1) 23-11-1991 Hitnotering: (Week 2) 21-12-1991 Hitnotering: (Week 3 t/m) 18-02-1992 t/m 08-02-1992 | Hitnotering: (Week 1) 23-11-1991 Hitnotering: (Week 2) 21-12-1991 Hitnotering: (Week 3 t/m) 18-02-1992 t/m 08-02-1992 | Hitnotering: (Week 1) 23-11-1991 Hitnotering: (Week 2) 21-12-1991 Hitnotering: (Week 3 t/m) 18-02-1992 t/m 08-02-1992 | Hitnotering: (Week 1) 23-11-1991 Hitnotering: (Week 2) 21-12-1991 Hitnotering: (Week 3 t/m) 18-02-1992 t/m 08-02-1992 | Hitnotering: (Week 1) 23-11-1991 Hitnotering: (Week 2) 21-12-1991 Hitnotering: (Week 3 t/m) 18-02-1992 t/m 08-02-1992 | Hitnotering: (Week 1) 23-11-1991 Hitnotering: (Week 2) 21-12-1991 Hitnotering: (Week 3 t/m) 18-02-1992 t/m 08-02-1992 | Hitnotering: (Week 1) 23-11-1991 Hitnotering: (Week 2) 21-12-1991 Hitnotering: (Week 3 t/m) 18-02-1992 t/m 08-02-1992 | Hitnotering: (Week 1) 23-11-1991 Hitnotering: (Week 2) 21-12-1991 Hitnotering: (Week 3 t/m) 18-02-1992 t/m 08-02-1992 | Hitnotering: (Week 1) 23-11-1991 Hitnotering: (Week 2) 21-12-1991 Hitnotering: (Week 3 t/m) 18-02-1992 t/m 08-02-1992 |
| Week: | 1 | | 2 | | 3 | 4 | 5 | 6 | |
| --- | --- | --- | --- | --- | --- | --- | --- | --- | --- |
| Positie: | 27 | uit | 27 | uit | 26 | 23 | 24 | 13 | uit |

## Ben Saunders
In Nederland bleef het daarna voor lange tijd uit de hitparade, totdat Ben Saunders het uitgaf; het belandde na gezongen te zijn in The voice of Holland pardoes op de nummer 1-plaats in de Nederlandse Single Top 100. Overigens zong Sledge het in die periode ook nog zelf.

### Hitnoteringen

#### NederlandseSingle Top 100
| Hitnotering: 18-12-2010 t/m 19-02-2011 | Hitnotering: 18-12-2010 t/m 19-02-2011 | Hitnotering: 18-12-2010 t/m 19-02-2011 | Hitnotering: 18-12-2010 t/m 19-02-2011 | Hitnotering: 18-12-2010 t/m 19-02-2011 | Hitnotering: 18-12-2010 t/m 19-02-2011 | Hitnotering: 18-12-2010 t/m 19-02-2011 | Hitnotering: 18-12-2010 t/m 19-02-2011 | Hitnotering: 18-12-2010 t/m 19-02-2011 | Hitnotering: 18-12-2010 t/m 19-02-2011 | Hitnotering: 18-12-2010 t/m 19-02-2011 | Hitnotering: 18-12-2010 t/m 19-02-2011 |
| Week:                                  | 1                                      | 2                                      | 3                                      | 4                                      | 5                                      | 6                                      | 7                                      | 8                                      | 9                                      | 10                                     |                                        |
| -------------------------------------- | -------------------------------------- | -------------------------------------- | -------------------------------------- | -------------------------------------- | -------------------------------------- | -------------------------------------- | -------------------------------------- | -------------------------------------- | -------------------------------------- | -------------------------------------- | -------------------------------------- |
| Positie:                               | 1                                      | 8                                      | 21                                     | 23                                     | 21                                     | 14                                     | 13                                     | 31                                     | 77                                     | 91                                     | uit                                    |

## Stéphanie Onclin
In de derde liveshow van het eerste seizoen van The Voice van Vlaanderen zong Stéphanie Onclin op 17 februari 2012 het nummer When a Man Loves a Woman. Op 20 februari 2012 was het nummer verkrijgbaar als muziekdownload. Een week later kwam de single op nummer 50 binnen in de Vlaamse Ultratop 50.

### Hitnoteringen

#### VlaamseUltratop 50
| Hitnotering: 25-02-2012 | Hitnotering: 25-02-2012 | Hitnotering: 25-02-2012 |
| Week:                   | 1                       |                         |
| ----------------------- | ----------------------- | ----------------------- |
| Positie:                | 50                      | uit                     |